# Tadeusz Truskolaski

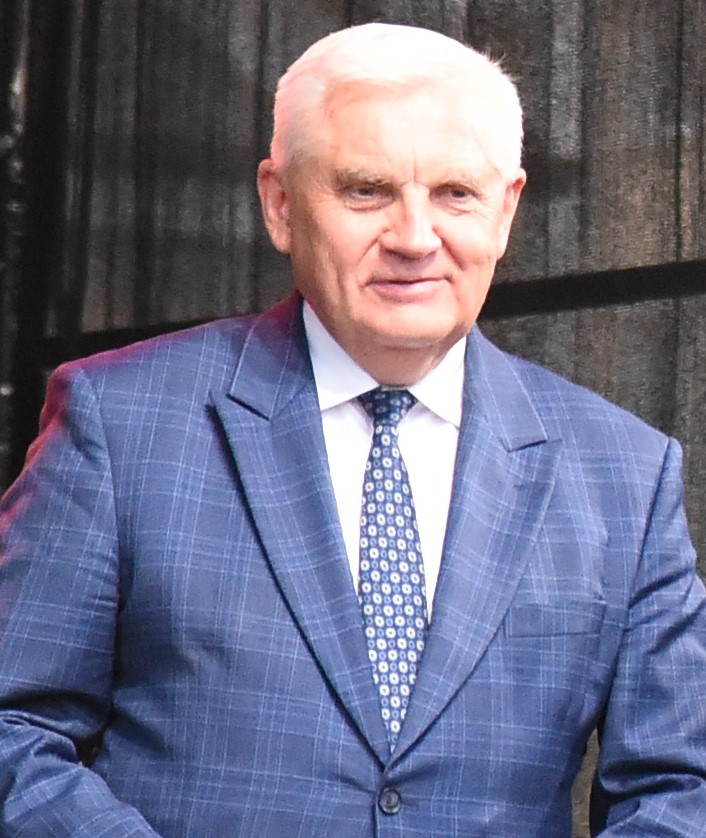
Tadeusz Truskolaski (2024)

Tadeusz Truskolaski (* 10. April 1958 in Kapice Stare, Gmina Tykocin) ist ein polnischer Politiker und seit 2006 Stadtpräsident von Białystok.

## Leben und Beruf
Truskolaski ist Wirtschaftswissenschaftler von Beruf. Er wurde 1996 an der Außenstelle Białystok der Universität Warschau mit der Arbeit „Verkehrsmanagement als Faktor für die Entwicklung von Städten im Nordosten Polens“ zum Ph.D. promoviert. 2007 folgte an der inzwischen verselbständigten Universität Białystok eine weitere Promotion zum Thema „Verkehr und Dynamik des Wirtschaftswachstums in den südöstlichen baltischen Ländern“. Insgesamt hat Truskolaski über 100 wissenschaftliche Arbeiten veröffentlicht. Er arbeitete beim Regierungszentrum für strategische Studien und war dort für die Raumentwicklungspläne Polens zuständig. Er gilt als Experte für die Beschaffung von Mitteln aus EU-Programmen und setzte das PHARE-Programm in Polen um. Zudem war er Berater des Ministeriums fr Regionalentwicklung.
Truskolaski ist verheiratet und hat zwei Kinder.

## Politik
Truskolaski, der selbst parteilos ist, kandidierte erstmals 2006 mit Unterstützung der PO für die Nachfolge von Ryszard Tur von der Zjednoczenie Chrześcijańsko-Narodowe, der nicht mehr antrat, für das Amt des Stadtpräsidenten von Białystok. Er konnte sich dabei im zweiten Wahlgang mit 67,3 % der Stimmen gegen Marek Kozłowski von der PiS durchsetzen. Nachdem er 2010 bereits im ersten Wahlgang mit 68,5 % der Stimmen wiedergewählt worden war, musste er 2014 erneut in den zweiten Wahlgang, in dem er sich mit 63,8 % der Stimmen gegen den PiS-Kandidaten und ehemaligen Woiwoden Podlachiens Jan Dobrzyński durchsetzte. Bei den Selbstverwaltungswahlen 2018 trat er mit Unterstützung der Koalicja Obywatelska, dem Wahlbündnis aus PO und liberaler Nowoczesna an und wurde bereits im ersten Wahlgang mit 56,2 % der Stimmen gegen seinen schärfsten Rivalen Jacek Żalek (PiS) und drei weitere Kandidaten gewählt. Auch bei den Selbstverwaltungswahlen 2024 trat er mit Unterstützung der Koalicja Obywatelska an und wurde mit 53,3 % der Stimmen erneut im ersten Wahlgang wiedergewählt.